# Aspes Yuma
La Yuma (la prima versione era però chiamata Juma) è una motocicletta stradale costruita dall'Aspes dal 1974 al 1982.

## Il contesto
L'idea di una 125 cm³ stradale nasce in Aspes all'inizio degli anni settanta, su spinta di Piermario Sorrentino, figlio del titolare della Casa di Gallarate. Insieme a Gianfranco Maestroni, tecnico in forza all'Aspes, creò nel 1971 una moto da competizione unendo un telaio in tubi al Cr-Mo a un motore preso da una Hopi da motocross, collaudata da Felice Agostini (fratello minore del pluricampione Giacomo).
Il progetto fu momentaneamente accantonato, per essere ripreso poco tempo dopo: in Aspes, infatti, ci si rese conto che sul mercato - dominato allora dal fenomeno delle moto da Regolarità - non era disponibile una 125 sportiva. Altro fattore che spinse verso la realizzazione della moto fu la richiesta della francese BPS di un modello che si prestasse alle competizioni per moto di serie, molto in voga Oltralpe. Il risultato finale fu presentato al Salone di Milano 1973, e la produzione partì, per il mercato transalpino, l'anno successivo (mentre in Italia la commercializzazione iniziò solo nel 1976).

## La moto
La moto si presentava con una linea sportiva e aggressiva, cui contribuiscono sella monoposto, semimanubri, pedane arretrate e serbatoio allungato con cuscinetto. È inoltre leggera, pesando circa 95 kg. Il motore (monocilindrico a due tempi) ha caratteristiche da moto da competizione: "vuoto" sotto i 5.000 giri/min, dà il suo meglio a partire da 7.500 giri, potendo toccare gli 11.000, e spinge la Yuma a oltre 130 km/h. La tenuta di strada dell'Aspes è ottima, così come i freni (a disco all'anteriore e a tamburo dietro) e le sospensioni) e il cambio. Punti deboli della 125 cm³ gallaratese sono le vibrazioni eccessive, il consumo elevato e il prezzo: 1.085.000 L. nel 1976, quando la Malanca E2C Sport bicilindrica è quotata 909.400 L. e la Zündapp KS 125 780.000.
Nel 1978 la Yuma guadagnò un nuovo motore (dotato di una termica differente, sperimentata sulle Hopi da Cross) e i cerchi a razze, mentre l'anno successivo la sportiva Aspes si rinnovò con una sovrastruttura monoscocca in fibra di vetro che inglobava serbatoio, fianchetti e codone (restava comunque disponibile, a richiesta, il precedente allestimento). Con un motore da 19 CV a 10.000 giri/min, la Yuma poteva sfiorare i 140 km/h, confermandosi come la più veloce e più costosa ottavo di litro stradale sul mercato.
Per tentare di risollevare una situazione aziendale sempre più traballante l'Aspes presentò al Salone di Milano 1979 una versione più tranquilla ed economica della Yuma, la Yuma ts.b, spinta da un motore derivato da un Minarelli da kart. Commercializzata dal 1981, la "ts.b" (o "TSB") non riuscì ad accattivare i potenziali acquirenti, contribuendo ad accelerare la chiusura dell'Aspes, assorbita nel 1982 dalla Unimoto, azienda romagnola nata dalle ceneri della Milani.

## Le competizioni
La Yuma si dimostrò presto molto adatta alle competizioni: oltre ad essere la protagonista del Criterium Aspes Yuma, trofeo monomarca disputatosi dal 1977 al 1979 (sulla scia di un'analoga esperienza francese iniziata nel 1975) fucina di giovani talenti come Maurizio Vitali (vincitore nel 1978), Loris Reggiani (vincitore nel 1979), Fausto Gresini e Davide Tardozzi, si fece notare anche nelle gare in salita e all'estero, specialmente in Francia, dove grazie all'importatore BPS, le Yuma si dimostrarono pressoché imbattibili nella Coupe Promosport, campionato riservato a piloti debuttanti e moto di serie, che dominarono tra il 1976 e il 1983.